# Microlaimus compridus
Microlaimus compridus är en rundmaskart som beskrevs av Gerlach 1956. Enligt Catalogue of Life ingår Microlaimus compridus i släktet Microlaimus och familjen Microlaimidae, men enligt Dyntaxa är tillhörigheten istället släktet Microlaimus och familjen Desmodoridae. Arten är reproducerande i Sverige. Inga underarter finns listade i Catalogue of Life.